# Edward Jones (estadístico)
Edward David Jones (7 de octubre de 1856, Worcester, Massachussets–16 de febrero de 1920) fue un estadístico y periodista estadounidense. Fue cofundador de la Dow Jones & Company  junto con Charles Henry Dow y Charles Milford Bergstresser, que dio nombre al índice bursátil Dow Jones.

## Biografía
Nació en Worcester (Massachusetts). Estudió en la Universidad de Brown, en Rhode Island. Tras acabar sus estudios, trabajó en un periódico local de Providence, donde conoció a Charles Dow. En 1882 ambos fundaron, junto con Charles Bergstresseren la firma Dow Jones & Company, especializada en información financiera. Su publicación, el Wall Street Journal, se convirtió en una referencia a nivel mundial y junto con el índice bursátil Dow Jones, el legado más importante de la asociación. En 1899, Jones abandonó la compañía para ejercer como agente de bolsa en Wall Street, tarea que desempeñó hasta su fallecimiento en 1920.